# Narnavirus
Genre
Narnavirus est un genre de virus de la famille des Narnaviridae. Ils infectent des champignons du règne des Fungi.

## Liste des espèces
Selon ICTV (5 février 2021) :
- Saccharomyces 20S RNA narnavirus (espèce type)
- Saccharomyces 23S RNA narnavirus

## Référence biologique
- (en) ICTV : Narnavirus  (consulté le 5 février 2021)